# Блейд (рапър)
Бенджамин Райхвалд (на шведски: Benjamin Reichwald) (роден на 9 април 1994 г.), известен като Bladee (произнася се „блейд“) е шведски рапър, певец, автор на песни, продуцент, дизайнер и член на артистичния колектив Дрейн Ганг. 
Bladee издава дебютния си албум Eversince през 2016 г. и втория си албум Red Light през 2018 г. – и двата през лейбъла YEAR0001.  В допълнение към музиката си, Райхвалд създава визуално изкуство, което често се появява в обложките на неговите издания.  Райхвалд служи и като творчески директор на модната линия на Yung Lean Sadboys Gear. 

## Биография
Бенджамин Райхвалд е роден на 9 април 1994 г. в Стокхолм, Швеция. През 2004 г. се среща с колегата си от Gravity Boys, Zak Arogundade, известен и като Ecco2k. Двамата са съученици и създават група, наречена „Krossad“, когато Райхвалд е на 13 години, което довежда до интереса му към музиката.
След като напуска училище, Райхвалд започва да се занимава с музика, докато работи в детска градина. 

### Кариера
Bladee пуска няколко песни през 2011 г. под името Ken Burns,  но започва сериозно да издава музика през 2012 г. Впоследствие той се сприятелява с шведския рапър Yung Lean, който тогава е приятел на брат му. В крайна сметка Райхвалд изпраща съобщение до члена на Sad Boys Yung Sherman в SoundCloud с молба за сътрудничество, което води до работни взаимоотношения между собствения му колектив Gravity Boys и Sad Boys Entertainment на Yung Lean. След това Райхвалд и Lean правят песента „Heal You // Bladerunner“ от микстейпа на Lean Unknown Death 2002, което му привлича внимание от почитателите на Lean. 
Райхвалд пуска дебютния си микстейп, GLUEE през 2014. Микстейпа става успешен в SoundCloud, като събира над 2 милиона слушания.
Райхвалд издава дебютния си албум Eversince на 25 май 2016 г.  Албумът става добре приет от ъндърграунд и експерименталните критици. 
През 2018 г. издава втория си албум, Red Light. 
Третият микстейп на Райхвалд, Icedancer, излиза на 28 декември 2018 г. Албума е продуциран от австралийския колектив Ripsquad с участието също на Whitearmor и PJ Beats. 
През юли 2020 г. Райхвалд издава третия си албум и втори проект за 2020 г., 333. Албумът е продуциран предимно от Whitearmor, като допълнителна продукция идва от Gud, Mechatok и Lusi, както и от Joakim Benon от шведската група JJ. 
На 10 декември 2020 г. Райхвалк издава четвъртия си албум Good Luck, което е колаборация с Mechatok. На 11 май издава делукс версията на този албум.

## Дискография

### Студийни албуми
- Eversince (2016)
- Red Light (2018)
- 333 (2020)
- Good Luck (2020)
- The Fool (2021)
- Crest (2022) иг

### Микстейпове
- Gluee (2014)
- Working on Dying (2017)
- Icedancer (2018)
- Exeter (2020)

### EP
- Rip Bladee (2016)
- Sunset in Silver City (2018)
- Exile (2018)